# Bolgarčaj
Bolgarčaj (azerski: Bolqarçay, ruski: Болгарчай, Bolgarčaj, u gornjem toku Болгару, Bolgaru) je rijeka u Azerbajdžanu. Bolgarčaj je dug 134 kilometara. povrđina porječja iznosi 2170 km2. Bolgarčaj izvire na sjevernoj padini Tališinskog visočja. U gornjem i središnjem toku čini granicu između Azerbajdžana i Irana. U donjem toku se koristi za navodnjavanje. 